# HMS Talent (P337)
Pour les autres navires du même nom, voir HMS Talent.
Le HMS Talent (pennant number : P337) est un sous-marin de la classe T en service dans la Royal Navy. Il a été construit par Vickers-Armstrongs à Barrow-in-Furness. À l’origine, il devait se nommer le HMS Tasman, mais après le transfert du précédent HMS Talent (P322) à la Marine royale néerlandaise, le P337 reprend le nom de Talent.

## Conception
Les sous-marins de la classe S, quoique très réussis, se sont avérés trop petits pour des opérations lointaines. Il fallut mettre en chantier la classe T, également très réussie, qui avait 21 mètres de longueur en plus et un déplacement de 1000 tonnes. Alors que les bâtiments de la classe S avaient seulement six tubes lance-torpilles d'étrave, ceux de la classe T en avaient huit, dont deux dans un bulbe d'étrave, plus deux autres dans la partie mince de la coque au milieu du navire.

## Engagements
Le HMS Talent fut construit par Vickers-Armstrongs à Barrow-in-Furness. Sa quille fut posée le 21 mars 1944, il fut lancé le 13 février 1945 et mis en service le 27 juillet 1945.
Le HMS Talent a vu peu d’action de guerre, mais a cependant eu une carrière mouvementée. Sa première affectation a été en Extrême-Orient, après quoi il est rentré au Royaume-Uni. Il passe ensuite le reste de sa carrière en alternance entre la métropole et la station de Méditerranée. En 1953, il participe à la Fleet Review pour célébrer le couronnement de la reine Élisabeth II .
Le 15 décembre 1954, il a été emporté hors de sa cale sèche de l’arsenal de Chatham Dockyard lorsque la porte de la cale (caisson étanche) s’est soulevée. L’épais brouillard, la tombée de la nuit et la marée haute ont considérablement gêné les opérations de recherche et de sauvetage. Le sous-marin n’a été retrouvé que le lendemain. Il fut alors découvert que l’accident avait fait quatre morts. Après cet accident, tous les caissons de Chatham qui se trouvaient sur la rivière (soumis à la marée) ont été enchaînés pour les empêcher de se soulever et ils ont été inspectés plus régulièrement pour s’assurer qu’ils étaient pleins d’eau.
Le HMS Talent a été reconstruit entre 1954 et 1956, son hydrodynamisme a été amélioré et il a été modifié, y compris le retrait de son canon de pont de 4 pouces. Il a ensuite été endommagé dans une collision alors qu’il était en plongée au large de l’île de Wight, le 8 mai 1956. Le HMS Talent fut ensuite utilisé pour une tournée de propagande d’une durée d’un mois, le long des côtes sud et est de l’Angleterre, en octobre 1960. Plus de 33 000 personnes l’ont alors visité.
Il a été réaménagé à Malte entre fin 1960 et début 1961, et a ensuite été actif en Méditerranée. Il est rentré au Royaume-Uni en mai 1962 et était présent aux Portsmouth Navy Days en 1965. Il a été retiré du service le 19 décembre 1966 et a finalement été démoli à Troon, en Écosse, le 1er février 1970 .